# 닉샤 칼레브
닉샤 칼레브(크로아티아어: Nikša Kaleb, 1973년 3월 9일~)는 크로아티아의 핸드볼 선수로 포지션은 레프트윙이다. 현역 시절 국제 대회에 크로아티아 국가대표로 활약하여 2004년 하계 올림픽에서 금메달을 획득했다.